# Trans Maldivian Airways
Trans Maldivian Airways (TMA) est une compagnie aérienne privée dont le siège basé à l'aéroport international de Velana à Malé, aux Maldives.  
Opérant à partir de l'aéroport international de Velana, TMA est le plus ancien opérateur de transfert aérien opérant aux Maldives fournissant des services de transfert en hydravion à un grand nombre de stations touristiques. TMA exploite actuellement la plus grande flotte d'hydravions au monde.  Et à partir de 2016, décembre, il opère à partir de l'aéroport international de Gan, desservant des stations à Addu et l'atoll de Huvadhu. 

## Histoire

### Hummingbird Island Airways
La compagnie aérienne est fondée en 1989 sous le nom de Hummingbird Island Helicopters par le pilote Kit Chambers. La société n'exploitait qu'une flotte d'hélicoptère, déplaçant les touristes de l'aéroport vers un certain nombre de stations balnéaires. En 1993 une compagnie concurrente voit le jour, Maldivian Air Taxi, un concurrent direct proposant des transferts en hydravion. Afin de relancer le marché, la société a été rebaptisée Hummingbird Island Airways en 1997, introduisant des hydravions Twin Otter dans sa flotte. En 1999, la flotte de la compagnie n'exploite plus d'hélicoptères et dispose de plusieurs hydravions. 

### Trans Maldivian Airways
En l'an 2000, Hummingbird Island Airways a été rebaptisée Trans Maldivian Airways. Au cours des années suivantes, TMA a acquis une flotte de 16 hydravions Twin Otter, opérant aux côtés de Maldivian Air Taxi pour fournir des services de transfert à plusieurs stations touristiques dans de nombreux atolls de l'archipel. 
En 2006, TMA a annoncé son intention d'acquérir 3 ATR 42 pour commencer ses opérations vers les aéroports nationaux disséminés dans les atolls.  L'un des avions ATR a été amené à Malé au début de 2007 et les opérations ont commencé à l'aéroport international de Gan en août.  En 2009, TMA a annoncé qu'elle suspendait toutes ses opérations nationales en raison de pertes, et les deux avions ATR acquis ont été vendus par la suite.  
L'année 2011 a vu l'arrivée du premier avion Twin Otter Series 400 dans la flotte TMA, portant la flotte totale à 23 hydravion. 

### Fusion avec Maldivian Air Taxi
Maldivian Air Taxi, créé en 1993, était le seul concurrent de TMA dans l'industrie du transfert par hydravion dans la région. L'entreprise possédait la plus grande flotte d'hydravions au monde. Le 4 février 2013, le fonds d'actions américain Blackstone Group a annoncé le rachat de la participation majoritaire de Trans Maldivian Airways et de Maldivian Air Taxi, pour former une nouvelle société avec une flotte combinée de 44 hydravions, ce qui en fait la plus grande flotte d'hydravions du monde,,. La nouvelle société conserverait le nom Trans Maldivian Airways, avec un nouveau logo et une nouvelle livrée intégrant les couleurs de Maldivian Air Taxi. 
La nouvelle société, en collaboration avec l'autorité du transport des Maldives, a proposé de lancer des services d'hydravions vers les îles habitées des atolls, en plus des îles touristiques actuellement desservies.  

### Vendu à Bain Capital
Le 18 décembre 2017 – Bain Capital Private Equity (" Bain Capital ") a annoncé avoir formé un consortium pour acquérir Trans Maldivian Airways (TMA).  

## Les destinations

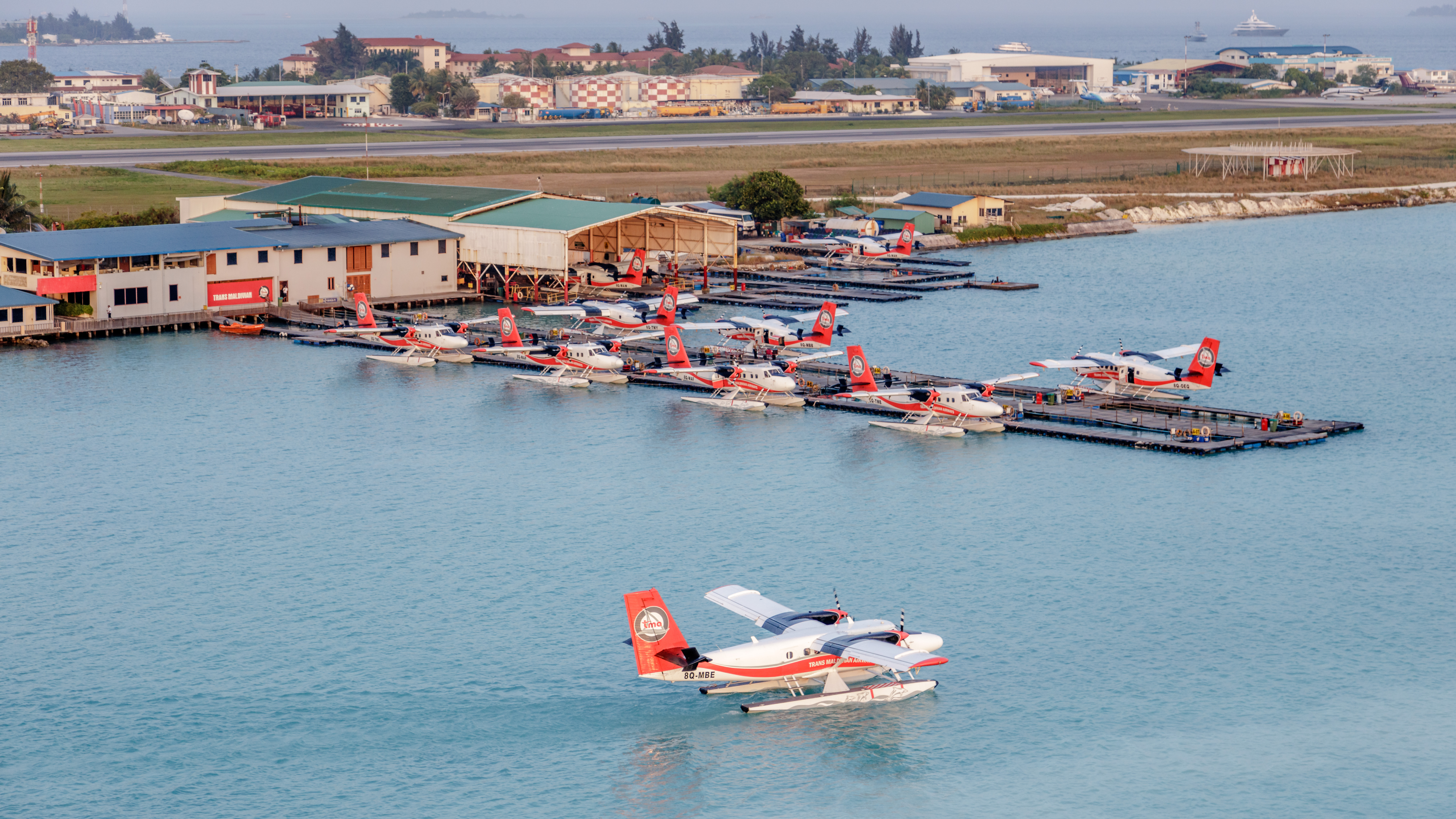
Terminal TMA

TMA propose des services de transfert en hydravion pour les touristes à destination et en provenance des îles suivantes:  
Atoll Haa Alif
- Manafaru (JA Manafaru)
- Dhonakulhi (Hideaway Beach Resort and Spa)

Atoll Shaviyani

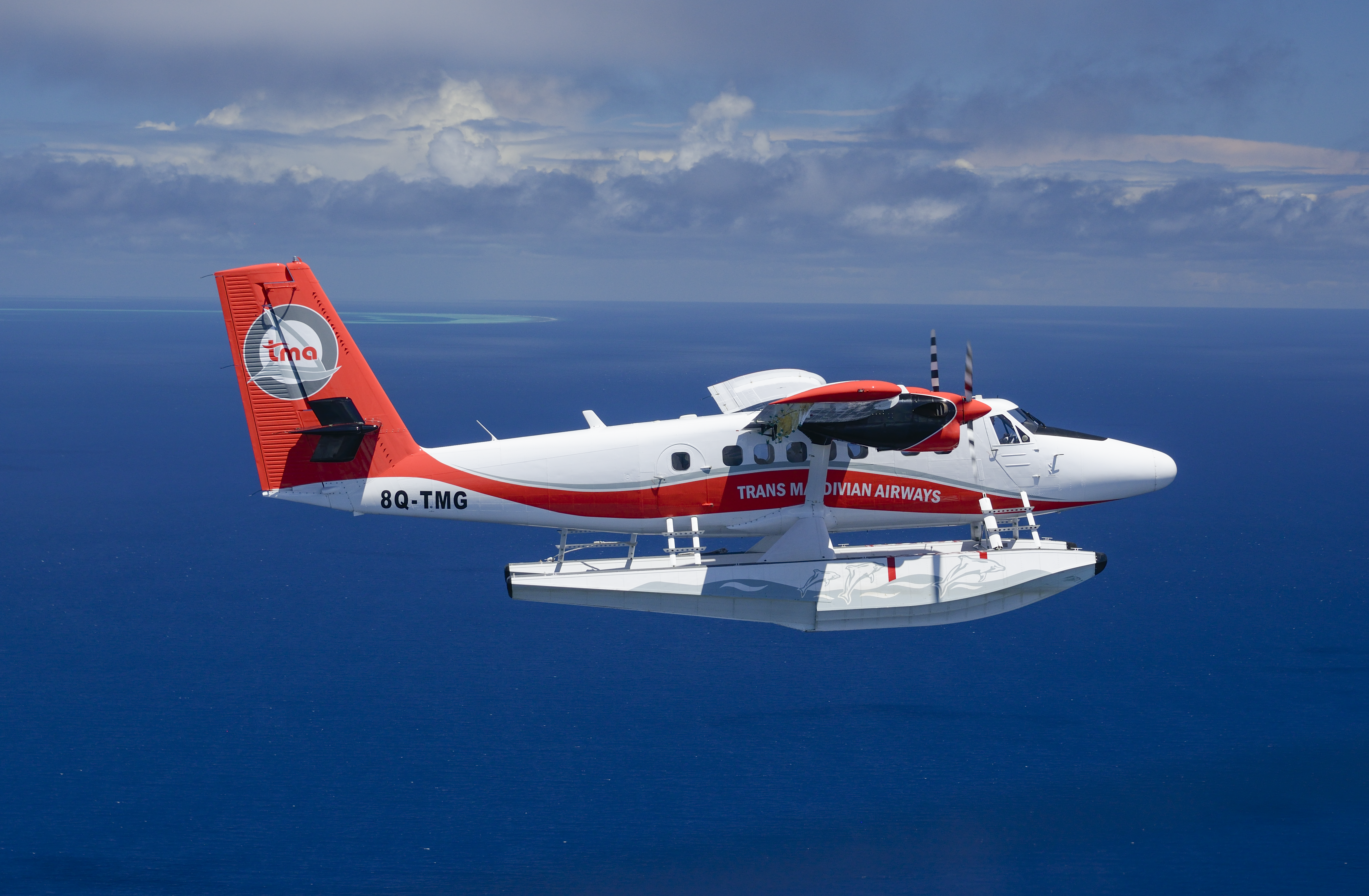
Livrée de l'avion Trans Maldivian Airways

- Gaakoshinbi (Fairmont Sirru Fen Fushi)
- Vagaru (JW Marriott Maldives Resort & Spa)

Atoll de Noonu
- Fushivelaavaru (île privée de Velaa)
- Iru Fushi (The Sun Siyam Iru Fushi)
- Kudafunafaru (Noku Maldives)
- Medhufaru (Soneva Jani)
- Kuredhivaru (Mövenpick Resort Kuredhivaru)
- Randheli (Cheval Blanc Randheli)

Raa Atoll
- Aarah (héritage Aarah)
- Dhigali (Dhigali Maldives)
- Faarafushi (Faarufushi Maldives)
- Filaidhoo (Reethi Faru Maldives)
- Furaveri (Furaveri Island Resort)
- Huruvalhi (Carpe Diem Beach Resort & Spa)
- Meedhupparu (Adaaran Select Medhupparu)
- Uthurumaafaru (You & Me par Cocoon Maldives)

Atoll Baa
- Dhunikolhu (Coco Palm Dhuni Kolhu)
- Dhigufaruvinagandu (Dhigufaru Island Resort)
- Finolhas (Amilla Fushi)
- Fonimagoodhoo (Reethi Beach Resort)
- Kanifushi (Finolhu)
- Kunfunadhoo ( Soneva Fushi )
- Landaa Giraavaru (Four Seasons Resort Maldives à Landaa Giraavaru)
- Milaidhoo (Milaidhoo)
- Miriandhoo (The Westin Maldives Miriandhoo)
- Mudhdhoo (Dusit Thani Maldives)
- Thiladhoo (Les Nautilus Maldives)

Atoll Lhaviyani
- Fushifaru (Fushifaru Maldives)
- Huruvalhi ( Hurawalhi Maldives Resort)
- Innahura (Resort Innahura Maldives)

- Kanifushi (Atmosphère Kanifushi)
- Kanuhura (Kanuhura)
- Komandoo (Komandoo Maldives Island Resort)
- Kudadhoo (île privée de Kudadhoo aux Maldives)
- Kuredhdhoo (Kuredu Resort)
- Madhiriguraidhoo (Palm Beach Resort and Spa Maldives)
- Ookolhufinolhu (Cocoon Maldives)

Atoll de Kaafu
- Biyadhoo (Biyadhoo Island Resort)
- Bolifushi (Jumeirah Vittaveli)
- Helengeli (Helengeli Island Resort)
- Kuda Huraa (Four Seasons Resort Maldives à Kuda Huraa)
- Medhufinolhu (One & Only Reethi Rah)
- Meerufenfushi (Meeru Island Resort and Spa)
- Olhahali (LUX * Atoll de Malé Nord)
- Ziyaaraifushi (Summer Island Village)

Alif Alif Atoll

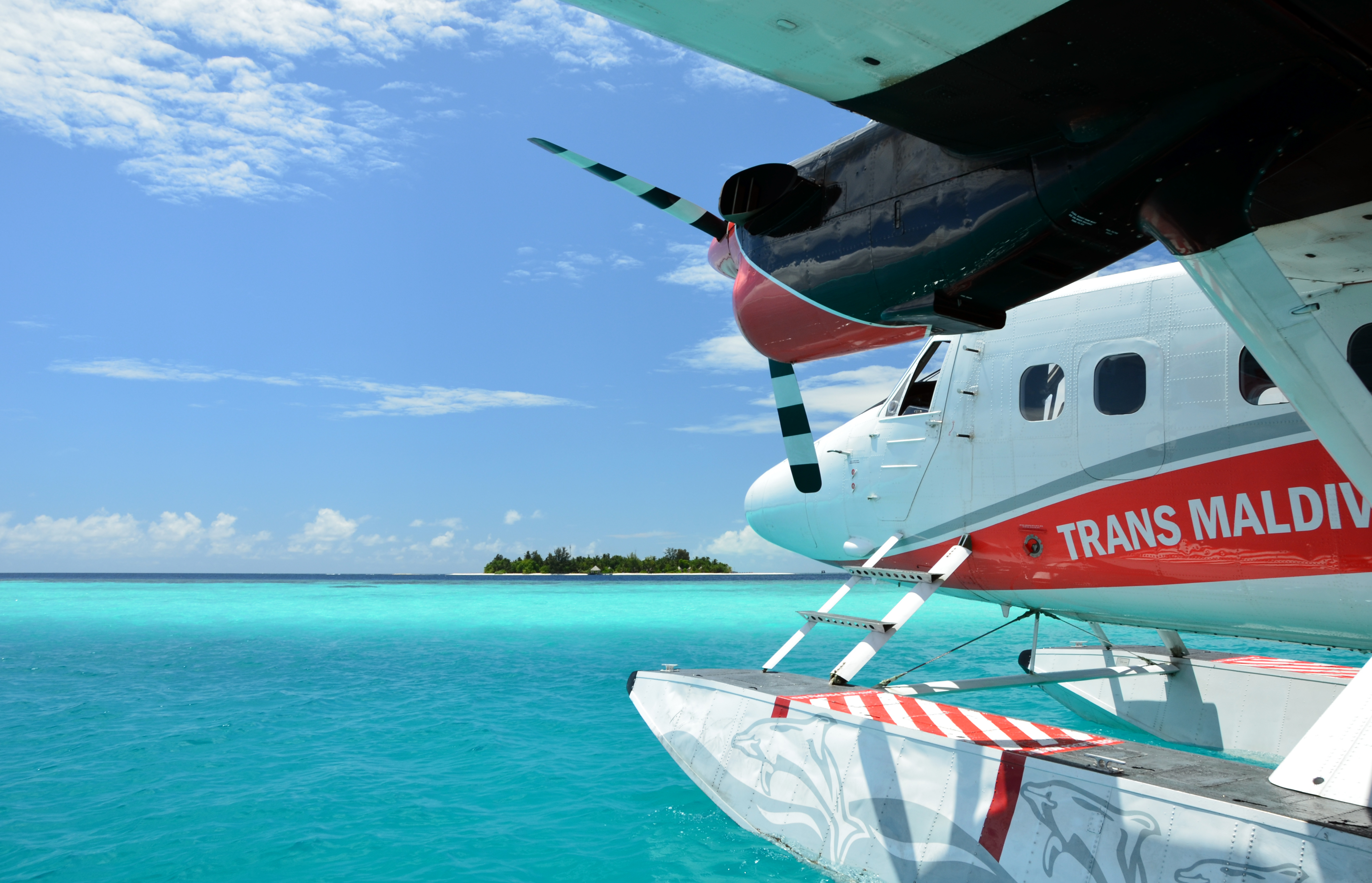
Hydravion TMA au nord de l'île de Bathala

- Ellaidhoo (Chaaya Reef Ellaidhoo)
- Fesdu (W Retreat and Spa - Maldives)
- Gangehi (Gangehi Island Resort)
- Halaveli (Constance Halaveli)
- Kandholhudhoo (île de Kandholhu)
- Kudafolhudhoo (Nika Island Resort)
- Kuramathi (Kuramathi Island Resort)
- Maayafushi (VOI Maayafushi Resort)
- Velidhoo (Velidhu Island Resort)
- Veligandu (Veligandu Island Resort and Spa)

Atoll d'Alif Dhaalu
- Athuruga (Diamants Athuruga)
- Dhidhdhoofinolhu (LUX * Atoll Ari Sud)
- Huvahendhoo (Lily Beach Resort and Spa)
- Kudarah (Amaya Resort Kudarah)
- Maafushivaru (Maafushivaru)
- Machchafushi (Centara Grand Island Resort and Spa Maldives)
- Mirihi (Mirihi Island Resort)
- Moofushi (Constance Moofushi)
- Rangalifinolhu (Conrad Maldives Rangali Island)
- Theluveligaa (Drift Thelu Veliga par Castaway)
- Thudufushi (Diamants Thudufushi)
- Vakarufalhi (Vakarufalhi Island Resort)
- Vilamendhoo (Vilamendhoo Island Resort and Spa)

Atoll Vaavu
- Alimatha (complexe aquatique Alimatha)
- Dhiggiri (VOI Dhiggiri Resort)

Atoll Meemu
- Medhufushi (Medhufushi Island Resort)

Atoll Faafu
- Filitheyo (Filitheyo Island Resort)

Atoll de Dhaalu
- Aluvifushi (Sun Aqua Iru Veli)

- Dhoores (aaaVeee Nature's Paradise Maldives)

- Meedhuffushi ( Récif Sun Aqua Vilu)
- Velavaru (Angsana Velavaru Resort)
- Vommuli (St. Regis Vommuli)

## Prestations de service
Les services fournis par l'entreprise comprennent:  
- Vols panoramiques
- Transferts du complexe
- Vols pique-nique
- Affrètement d'avion
- Services aériens intérieurs

## Flotte

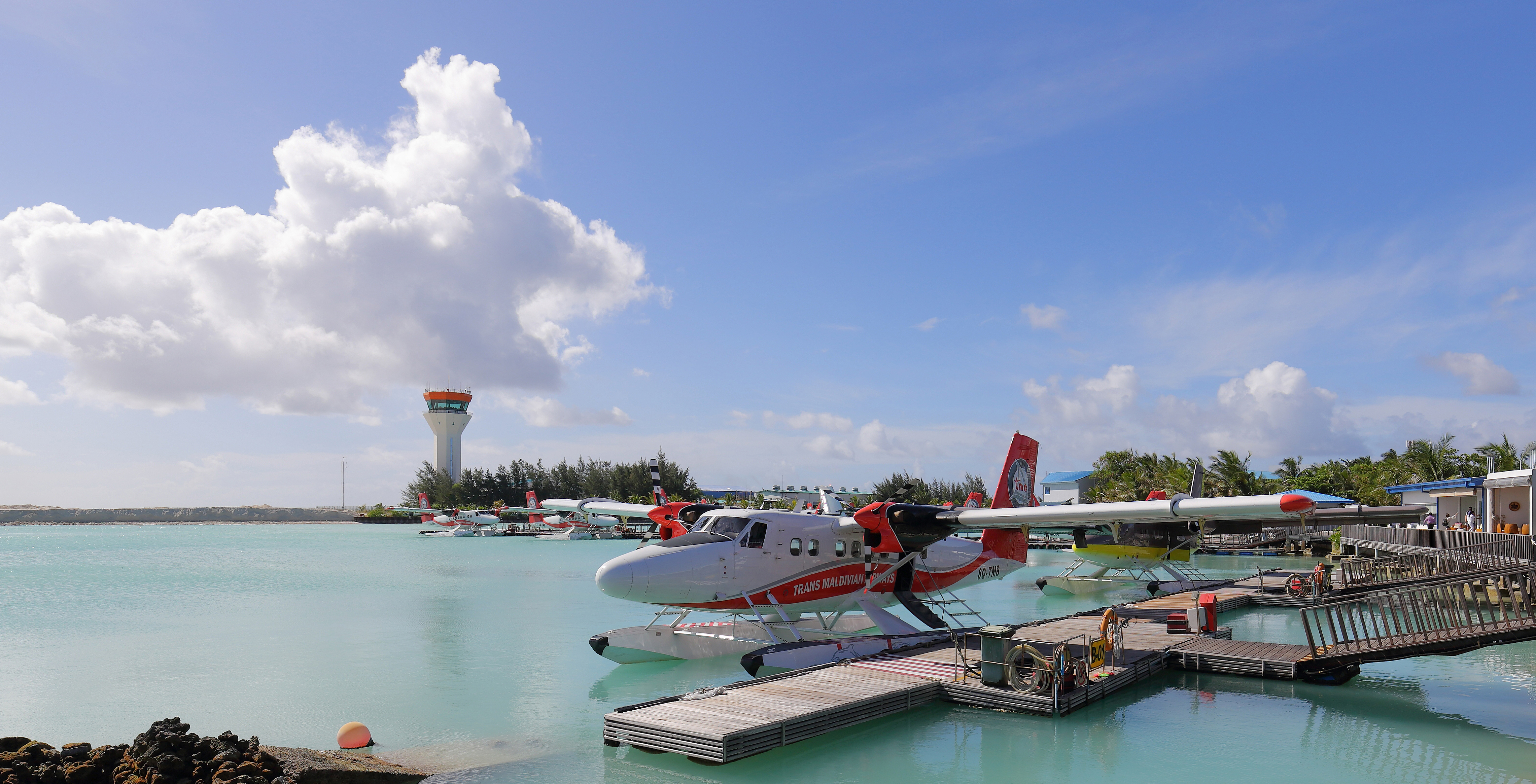
Un DHC-6 Twin Otter à l'aéroport international de Velana.

La flotte de Trans Maldivian Airways se compose des avions suivants en août 2019,.   

## Incidents et accidents
- Le 19 février 2001, un Havilland Canada DHC-6 Twin Otter Series 100 (8Q-TMA) est entré en collision avec un De Havilland Canada DHC-6 Twin Otter Series 300 (8Q-TMH) lors de son atterrissage à Holiday Island Resort. Personne n'a été blessé[12].
- Le 17 mai 2004, un De Havilland Canada DHC-6 Twin Otter Series 300 est entré en collision avec la digue de la piste 18 de l'aéroport international Ibrahim Nasir après avoir rencontré des problèmes lors du décollage de la base d'hydravions à Hulhule, à côté de l'aéroport international. Les pilotes et un passager ont été grièvement blessés dans l'accident[13].  L'avion, le SN 434, a été radié. Par la suite, le SN 434 a été reconstruit par Viking Air Limited pour servir d'aéronef de démonstration technique (preuve de concept) pour le développement de la série 400 Twin Otter. Il a de nouveau volé en tant que prototype de la série 400 à l'automne 2008 et est actuellement enregistré sous le nom de C-FDHT.
- Le 27 mai 2017, un De Havilland Canada DHC-6 Twin Otter Series 100 (8Q-TMV) a atterri sur le port d'hydravion de Male à 08: 33L (03: 33Z) mais a basculé vers la gauche et s'est immobilisé en partie submergé par le nez et la pointe de l'aile gauche sous la surface de l'eau[14],[15].